# Wiktor Sewioł
Wiktor Jakub Sewioł (ur. 24 stycznia 1997 w Tychach) – polski koszykarz, występujący na pozycjach niskiego lub silnego skrzydłowego, od 2023 zawodnik Arged BM Slam Stali Ostrów Wielkopolski.

## Osiągnięcia
Stan na 2 maja 2024, na podstawie, o ile nie zaznaczono inaczej.

### Drużynowe
Młodzieżowe
- Mistrz Polski juniorów (2015)
- Wicemistrz Polski:
  - juniorów (2013, 2014)
  - kadetów (2013)
- Brązowy medalista mistrzostw Polski juniorów (2012)
- Lider punktowy mistrzostw Polski juniorów (2015)

### Reprezentacja
- Uczesatnik mistrzostw Europy:
  - U–16 (2013 – 12. miejsce)
  - U–18 dywizji B (2015 – 4. miejsce)